# Friedrich-Wilhelm Ande

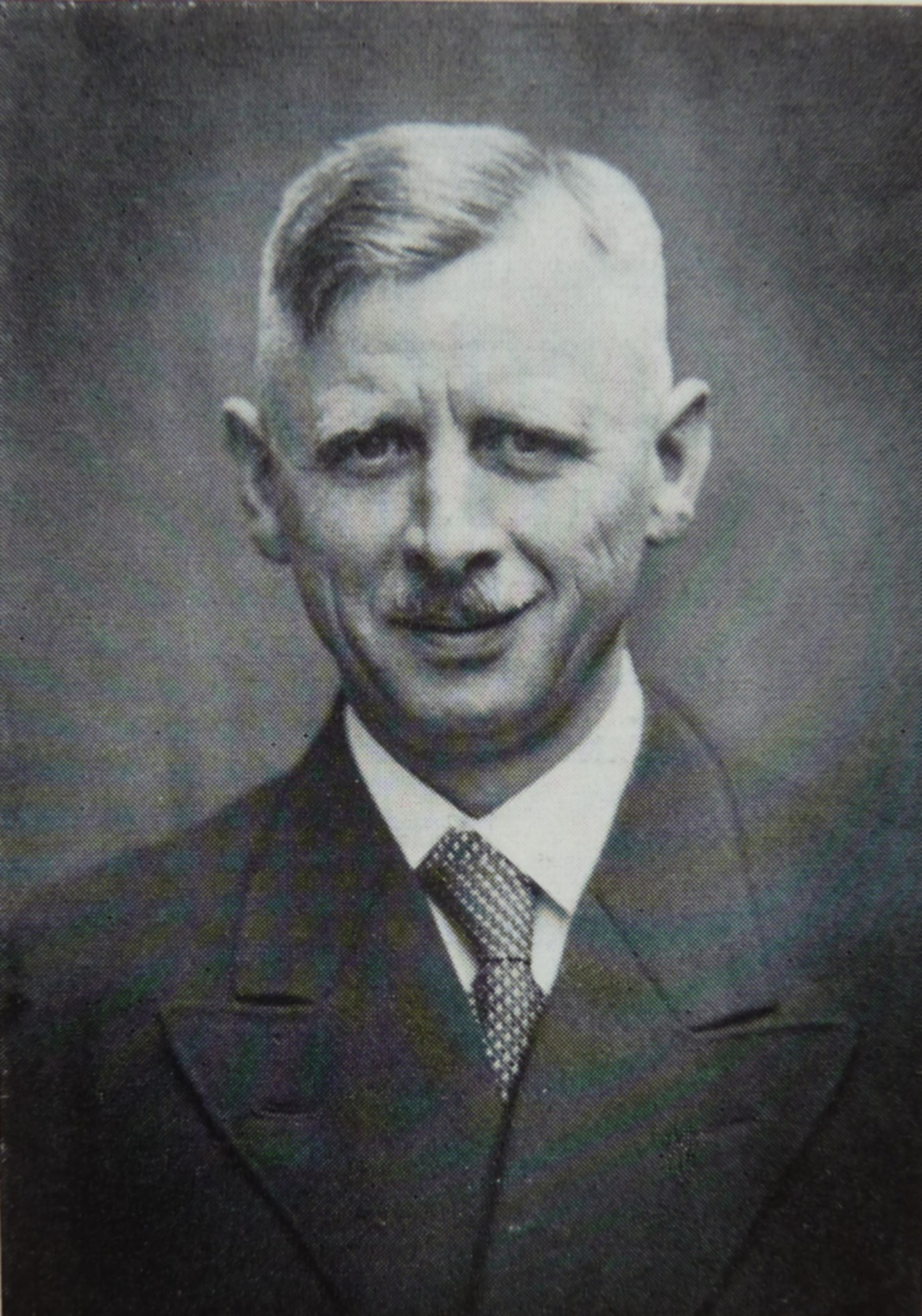
Friedrich-Wilhelm Ande (1920er)

Friedrich-Wilhelm Ande (* 29. September 1885 in Mülhausen im Elsass; † 5. April 1945 in Garbsen) war ein deutscher Gymnasiallehrer und Heimatforscher.

## Leben
Friedrich-Wilhelm Ande studierte Deutsch, Geschichte, Philosophie und Erdkunde an der Kaiser-Wilhelms-Universität Straßburg, der Philipps-Universität Marburg und der Friedrich-Wilhelms-Universität Berlin. Er war von 1914 bis 1918 Soldat des Ersten Weltkriegs, wo er u. a. im Asien-Korps in Palästina diente, und ging 1919 als Studienassessor und Ausbilder an das Lehrerseminar in Homberg (Efze). Im Herbst 1919 kam er nach Rinteln ans Gymnasium, wo er 1921 zum Studienrat ernannt wurde. Am 1. Oktober 1923 wurde er Studiendirektor und Leiter des dortigen Hildburg-Lyzeums.
Ande verband seine akademischen Kenntnisse und seine historischen und geographischen Interessen in seiner kulturellen Arbeit, im Rahmen der Heimatforschung. Ab 1920 aktives Mitglied des Heimatbundes der Grafschaft Schaumburg, widmete er sich der Baudenkmalpflege. Ande war ab 1930 der erste ehrenamtliche Leiter des Rintelner Stadtarchivs, dessen ungewöhnlich reichhaltige Bestände er sicherte, ordnete und wissenschaftlich bearbeitete. Aus Anlass der propagandistischen Inszenierung der 700-Jahr-Feier der Stadt Rinteln setzte Ande, der zugleich auch Vorsitzender des Verschönerungsvereins und Kreisbeauftragter für Kultur war, das Stadtmuseum wirksam in Szene mit einer ersten umfangreichen Publikation des Heimatbundes. Ande verfasste zahlreiche eigene Forschungsschriften über Rinteln und das Schaumburger Land. Darüber hinaus war er seit 1924 für den Bürgerblock im Rat von Rinteln aktiv und für die Verwaltung der Stadt tätig. 1928 wurde er Vorsitzender der Stadtverordnetenversammlung. Zum 1. Mai 1933 trat Ande der NSDAP bei (Mitgliedsnummer 2.464.004).

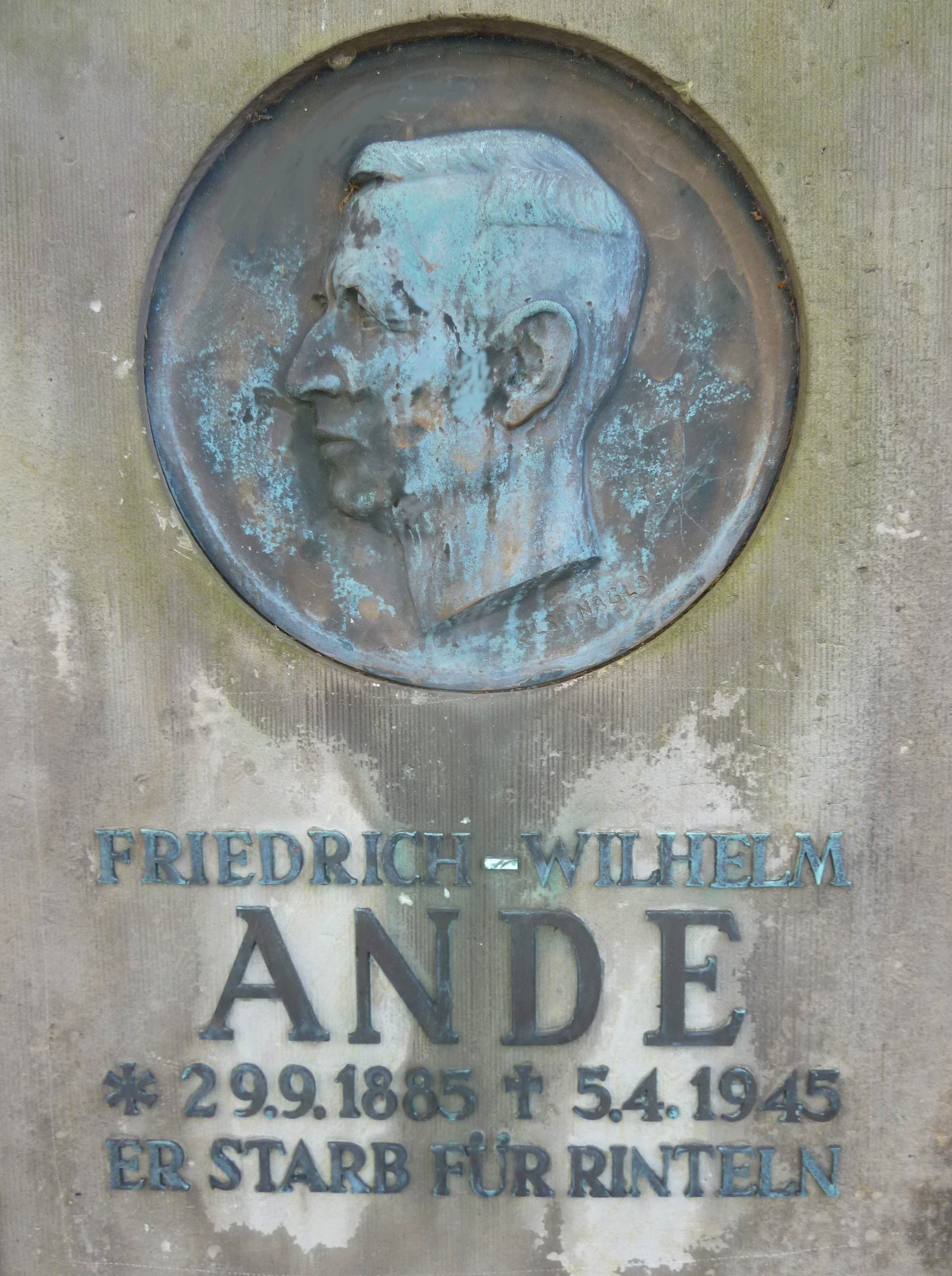
Bildnisplakette des Ande-Denkmals in Rinteln

Mit Beginn des Zweiten Weltkriegs wurde er 1939 zur Wehrmacht einberufen. Nach Verwundung und Krankheit kam er 1943 nach Rinteln zurück und wurde als Studiendirektor des Gymnasiums gleichzeitig auch dienstverpflichtet als Hauptmann und Standortkommandeur der Sanitätskompanie in der Lazarettstadt Rinteln. Dort war Ande auch als Kreiskulturwart und nationalsozialistischer Führungsoffizier tätig.
Während der Kämpfe um Rinteln Anfang April 1945 setzte er sich beim deutschen Kampfkommandanten für die Freigabe zweier festgehaltener amerikanischer Parlamentäre ein, die von der 5th Armoured Division der US-Army zu Übergabeverhandlungen nach Rinteln geschickt worden waren. Von amerikanischer Seite war zuvor ultimativ mit der Bombardierung der Stadt gedroht worden. Zufällig anwesende höhere NS-Parteifunktionäre und SS-Offiziere verhafteten Ande im Anschluss an seinen Vermittlungsversuch „wegen Feigheit vor dem Feind“. Unter ungeklärten Umständen erschossen, wurde Andes Leichnam später in Garbsen in der Nähe von Hannover aufgefunden. Er wurde am 16. Mai 1945 auf dem Reformierten Friedhof in Rinteln beigesetzt.
Friedrich-Wilhelm Ande gilt als Retter Rintelns, der die Zerstörung der Stadt durch die heranrückenden Amerikaner verhinderte. Die Stadt ehrte ihn im Mai 1953 mit der Aufstellung des Ande-Denkmals am gleichnamigen Ande-Platz sowie durch die nach ihm benannte Friedrich-Wilhelm-Ande-Straße.

## Schriften
- Beiträge zur Geschichte der Stadt Rinteln hrsg. von F.W. Ande im Auftrag des Archivs der Stadt Rinteln. Bösendahl, Rinteln o. J.
- Gesellschaft der Rintelner Bürgerschützen vom Jahr 1674 in: Rintelner Heimatblatt 9 (1929)
- Das Wandmacherbuch. Ein Beitrag zur Geschichte der B.er Wollweber-, Tuch- oder Wandmacherzunft in: Rintelner Heimatblatt 11 (1931).
- Zur Geschichte des Rintelner Schützenwesens in: Rintelner Heimatblatt 14 (1934) und 15 (1935).